# Melinopteryx
Melinopteryx (лат.) — род моли из семейства первичные зубатые моли, описанный в 2018 году учёными Юмэ Имада и Макото Като. Обитает в Японии. Название рода является составным существительным, образованным от греческих слов, транслитерированных на латынь: «melinos» (медовый цвет) и «pteryx» (крыло), относящихся к цвету крыльев взрослых особей этого рода. Педицель такой же длины, как и самый базальный жгутик; нижнегубные щупики развитые, 2-члениковые.

## Описание
Эдеагус с тремя парами дорсальных лопастей, парой боковых треугольных лопастей и брюшной продольной лопастью. Генитальная камера с большим генитальным склеритом с четырьмя лопастеобразными вспомогательными склеритами на заднем конце. Головная капсула плотно покрыта микротрихиями; область гениталий блестящая и голая; большая часть наличника, лобка и темени покрыта коричневато-жёлтыми пилообразными чешуйками. Глазки присутствуют. Антенна монилевидная, примерно такой же длины, как переднее крыло у самца, и длиннее, чем у самки; густо покрыта сочными пилообразными чешуйками в основании усика и педицели; черешок — самый большой сегмент, в три раза длиннее большинства базальных жгутиков; педицель маленькая, длиной с большинство базальных жгутиков. Межчелюстная борозда завершена. Постинтероцеллярная борозда отчётливая. Эпикраниальная борозда почти отсутствует. Височная борозда в виде более тёмной линии. Затылочная борозда прерывается в вентро- и дорсо-латеральном углу. Затылок веерообразный. Губа примерно пятиугольной формы, длина более или менее в два раза больше, чем у наличника. Нижняя челюсть удлинённо-прямоугольная, дистальный край усечён. Проксимальный предлабиальный склерит слабо склеротизирован. Губной щупик 2-члениковый. Нижнечелюстной пальпатор 5-сегментарный. Передний эпифиз отсутствует. Переднелатеральные отростки переднеспинки присутствуют, слабо склеротизированы. Передние и задние-крылья тупые на вершине, переднее крыло с коричневым или фиолетовым блеском, реснички блестящие серовато-коричневые. Переднее крыло с раздвоенным Sc, R1 без раздвоения; R3 с раздвоенным R4+5. Заднее крыло с отсутствующим основным стержнем R; большая часть передней вены заднего крыла раздвоена у терминального конца (Sc1 и Sc2+R1).

### Гениталии самца
Брюшко серовато-коричневое, покрыто пилообразными и пластинчатыми чешуйками, усеянными тёмно-оранжевыми пилообразными чешуйками на брюшных и половых сегментах у самца. V-образная железа грудины присутствует; отверстие железы представляет собой узкую щель. Грудина VIII перепончатая. Сегмент IX представляет собой полное кольцо, хорошо склеротизированное, с расширением сзади в дорсальном направлении. Клапан треугольный, широко перепончатый на проксимодорзальной поверхности, с проксимовентральным гребнем; передняя часть срослась со срединной пластинкой; срединная пластинка большая, примерно веерообразная. Основание фаллоса сильно изогнуто, без вентрального продольного гребня. Эдеагус толстый на хвостовом конце, с тремя парами дорсо-медиальных лопастей; парой боковых треугольных лопастей, простирающихся горизонтально; парой брюшных лопастей, простирающихся вертикально; спинная вершина эдеагуса острая, а брюшная слегка раздвоенная, длиннее спинной; гонопора открывается горизонтально; эндофаллус с зубчатыми мелкими выступами. Ширина тергума Х больше, чем его длина, с парой длинных вентральных пластинок (вентральные Х-пластинки), простирающихся кпереди-вентрально у основания концевых отростков.

### Гениталии самки
Сегмент IX, образующий полное кольцо, сильно склеротизированный, с дорсо-боковой вогнутостью, без бокового выпячивания. Сегмент X состоит из боковых склеритов и одной или двух дорсальных склеротизированных пластинок; боковые склериты простые, более широкие, чем длинные, с выступами в виде пальцев с апикальной сеткой на концевом внутреннем краю. Бурса большая, шаровидная, перепончатая, с сигнумом, состоящим из трёх или четырёх склеритов у хвостового конца. Генитальная камера с большим склеритом (генитальный склерит) и несколькими крошечными склеритами; генитальный склерит глубоко разветвлён сзади-разделён на четыре лопастевидных дополнительных склерита.

### Таксономия
Генетическое расстояние между Melinopteryx coruscans (обозначено как Issikiomartyria в Imada и др. (2011) и его родственной клады Issikiomartyria (6,3 ± 0,9 %, на основе 2-параметрической модели Кимуры) была почти такой же большой, как межпоколенная дивергенция COI среди других японских родов первичных зубатых молей (например, 7,8 ± 0,1 % между Neomicropteryx и Kurokopteryx), указанные Imada и др. (2011). Melinopteryx имеет 2-сегментированный губной щупик, в то время как он состоит из одного сегмента в роде Issikiomartyria, за исключением I бисегментарного (Hashimoto, 2006), который состоит из двух сегментов. Melinopteryx характерен своим эдеагусом с тремя парами дорсальных лопастей, парой боковых треугольных лопастей, брюшной продольной лопастью или выступом, проходящим вертикально у самца. У самки крупный склерит с более чем четырьмя дополнительными склеритами в бурсе также уникален для Melinopteryx. Переднее и заднее крыло
без радиальной ячейки и большие луковичные синовиальные сумки у самца являются общими с Issikiomartyria.

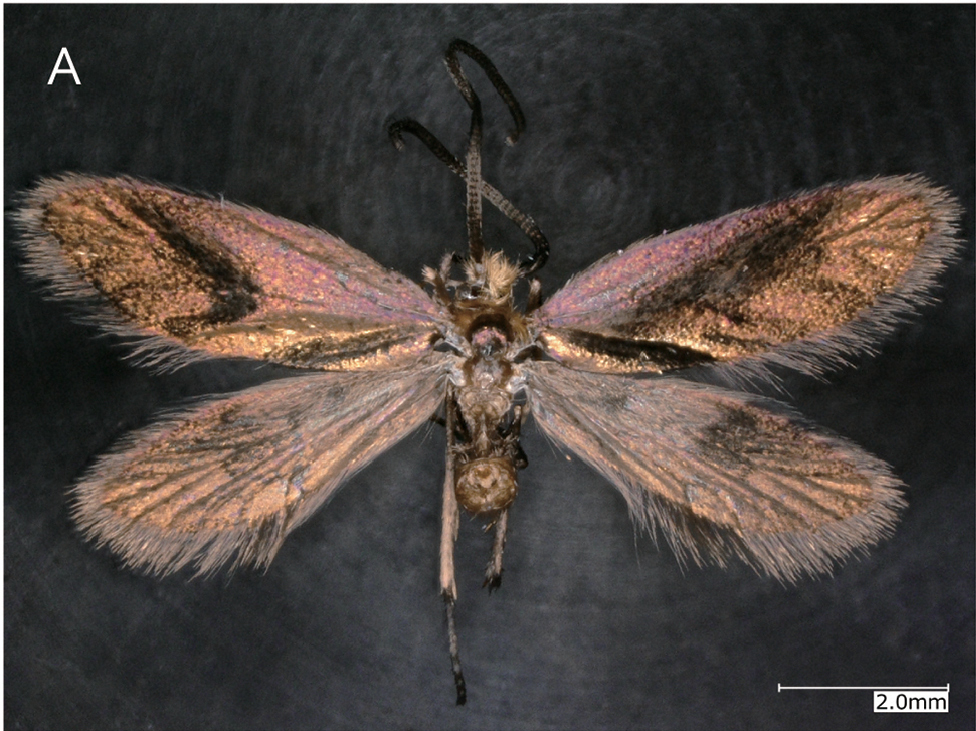
Melinopteryx coruscans

## Классификация
Включает в себя два вида:
- Melinopteryx coruscans Imada & Kato, 2018 typus
- Melinopteryx bilobata Imada & Kato, 2018